# سرخیو اورتگا
سرخیو اورتگا آلوارادو (اسپانیایی: Sergio Ortega Alvarado‎؛ ۲ فوریه ۱۹۳۸–۱۵ سپتامبر ۲۰۰۳) آهنگساز شهیر شیلیایی بود.
آثار معروف او سرود «ما پیروز خواهیم شد» که در مبارزات انتخاباتی آلنده اجرا می‌شد و «مردم متحد هرگز شکست نخواهند خورد» هستند. آثار وی پس از کودتای پینوشه در شیلی ممنوع شد و خود او نیز به فرانسه پناهنده شد. او مدت ۲۰ سال مدیریت مدرسه ملی موسیقی پانتن در حومه پاریس را عهده‌دار بود.
نسخه‌های متعددی از آهنگ «مردم متحد هرگز شکست نخواهند خورد» او در کشورهای مختلف اجرا شده است. در جریان انقلاب ۵۷ ایران نیز سرود برپا خیز با شعری از علی ندیمی ساخته شد که به یکی از سرودهای معروف انقلاب تبدیل شد.